# Khamisia banisad
Khamisia banisad är en spindelart som beskrevs av Michael Ilmari Saaristo och van Harten 2006. Khamisia banisad ingår i släktet Khamisia och familjen dansspindlar. Inga underarter finns listade i Catalogue of Life.